# Charbel Nahas
Pour les articles homonymes, voir Nahas.
Charbel Nahas, né le 16 août 1954 à Beyrouth, est un économiste et ingénieur polytechnicien libanais.

## Biographie
Ancien élève du lycée privé Sainte-Geneviève, diplômé de l’École polytechnique (économie) et de l’École nationale des ponts et chaussées (transport et infrastructures), il est détenteur d’un doctorat en anthropologie sociale à l’École des hautes études en sciences sociales.
Le 9 novembre 2009, Charbel Nahas devient ministre des télécommunications du gouvernement de Saad Hariri, un des cinq ministres désignés par Michel Aoun.
Le 13 juin 2011, Charbel Nahas devient ministre du travail du gouvernement de Najib Mikati. Il tente entre autres de faire supprimer l'article 7 du code du travail qui limite les droits des travailleurs au contrat établi par leurs employeurs. Il démissionne de ce poste le 21 février 2012 refusant de signer le décret gouvernemental ayant trait aux indemnités de transports des salariés qu'il estimait, avec l'appui du Conseil d’État, illégal. Sa démission est acceptée le 23 février par les présidents de la République et du Conseil.
En 2016, il lance le mouvement Citoyens et citoyennes dans un État, situé à gauche, qui prend part aux manifestations de 2019-2020. En mai 2021, il décline l'invitation du ministre des Affaires étrangères français Jean-Yves Le Drian lors de sa visite à Beyrouth. Son parti n'obtient que 1,5% des votes aux législatives de 2022 et ne décroche aucun siège au nouveau Parlement.
Il est actuellement consultant auprès d’organisations internationales, dans les domaines de l’économie, de la finance, de l’urbanisme et de la sociologie. Il intervient également dans des débats sur les relations régionales, les fonctions socio-économiques de l’État, le fonctionnement institutionnel de l'État, la symbolique et légitimité des pouvoirs, ainsi que sur l’histoire sociale.

## Publications
- Charbel Nahas, Une économie et un État pour le Liban, Riad el-Rayyes Books, 2020